# Competència d’autonomia i iniciativa personal
La competència d'autonomia i iniciativa personal, en l'àmbit de les competències bàsiques, es refereix, d'una banda, a l'adquisició de la consciència i aplicació d'un conjunt de valors i actituds personals interrelacionades, com la responsabilitat, la perseverança, el coneixement de si mateix i l'autoestima, la creativitat, l'autocrítica, el control emocional, la capacitat d'elegir, de calcular riscos i d'afrontar els problemes, així com la capacitat de demorar la necessitat de satisfacció immediata, d'aprendre de les errades i d'assumir riscos.
De l'altra banda, remet a la capacitat d'elegir amb criteri propi, d'imaginar projectes, i de portar endavant les accions necessàries per desenvolupar les opcions i plans personals .en el marc de projectes individuals o col·lectius. responsabilitzant-se, tant en l'àmbit personal, com en el social i laboral.
Suposa poder transformar les idees en accions, és a dir, proposar-se objectius i planificar i portar a terme projectes individuals o col·lectius. Requereix, per tant, poder reelaborar els plantejaments previs o elaborar noves idees, buscar solucions i portar-les a la pràctica. A més, analitzar possibilitats i limitacions, conèixer les fases de desenvolupament d'un projecte, planificar, prendre decisions, actuar, avaluar el que s'ha fet i autoavaluar-se, extreure'n conclusions i valorar les possibilitats de millora.
Exigeix, per tot això, tenir una visió estratègica dels reptes i oportunitats que ajudi a identificar i complir objectius i a mantenir la motivació per aconseguir l'èxit en les tasques escolars i els projectes personals.
A més, comporta una actitud positiva cap al canvi i la innovació que pressuposa flexibilitat de plantejaments, podent comprendre aquests canvis com a oportunitats, adaptar-s'hi críticament i constructivament, afrontar els problemes i trobar solucions en cada un dels projectes vitals que s'emprenen. En la mesura que l'autonomia i la iniciativa personal involucra sovint altres persones, aquesta competència obliga a disposar d'habilitats socials per a relacionar-se, cooperar i treballar en equip: posar-se en el lloc de l'altre, valorar les idees d'altri, dialogar i negociar, l'assertivitat per fer saber adequadament a les altres persones les pròpies decisions, i treballar de forma cooperativa i flexible.
Una altra dimensió important d'aquesta competència, molt relacionada amb aquesta vessant més social, està constituïda per aquelles habilitats i actituds relacionades amb el lideratge de projectes, que inclouen la confiança en un mateix, l'empatia, l'esperit de superació, les habilitats per al diàleg i la cooperació, l'organització de temps i tasques, la capacitat d'afirmar i defensar drets o l'assumpció de riscos.